# International Football Conference

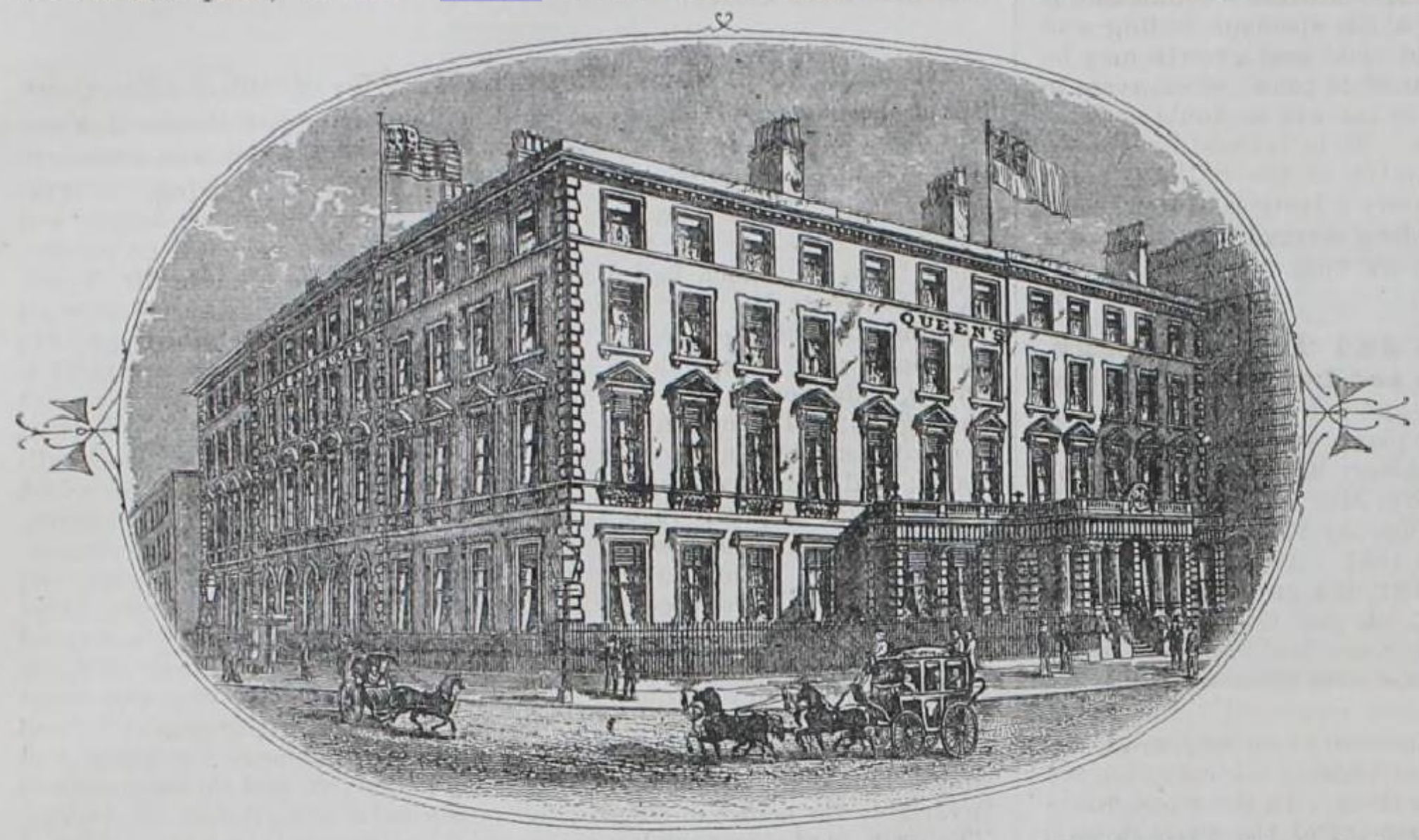
Queen's Hotel, em Manchester, local da conferência

A International Football Conference foi uma reunião das quatro associações de futebol das Home Nations - Associação de Futebol da Inglaterra (FA), Associação Escocesa de Futebol (SFA), Associação de Futebol do País de Gales (FAW) e a Associação Irlandesa de Futebol (IFA) - realizada no Queen's Hotel, em Manchester, em 6 de dezembro de 1882. Precursora da International Football Association Board (IFAB), o principal objetivo da reunião era abordar as inconsistências entre as leis das várias associações, principalmente entre a Inglaterra e a Escócia. Entre as mudanças resultantes da conferência foram:
1. a cobrança de lateral deveria ser feita por cima da cabeça com as duas mãos (a FA já havia permitido que a bola fosse lançada com uma mão)
2. o uso de uma barra transversal na baliza tornou-se obrigatória (a FA já havia permitido o uso de uma fita ou barra transversal)
3. o chute inicial deveria ser dado para frente (não exigido anteriormente pela FA)
4. a atribuição de um gol automático para uma mão na bola por um adversário que impediu um gol (adotado pela FA no início daquele ano) foi eliminada
5. não era mais possível estar impedido em uma cobrança de escanteio (anteriormente permitido pela FA)
6. o limite do campo de jogo deve ser marcado por uma linha lateral, bem como por bandeiras
7. As novas leis foram usadas nas partidas internacionais da temporada 1882-83 (com exceção da primeira, Inglaterra x País de Gales, que ainda usava as regras antigas).[3] Eles entraram em vigor nas Leis do Jogo no início da temporada de 1883-84.

## Lista de delegados
- Francis Marindin (presidente da FA, representando a Inglaterra)
- William Peirce Dix (vice-presidente da FA e tesoureiro da Sheffield Football Association , representando a Inglaterra)
- John Wallace (membro do Comitê da SFA, representando a Escócia)
- Thomas Laurie (vice-presidente da SFA, representando a Escócia)
- Llewellyn Kendrick (representando o País de Gales)
- WR Owen (representando o País de Gales)
- John Sinclair (vice-presidente da IFA, representando a Irlanda)
- JM McCallery (secretário da IFA, representando a Irlanda)